# Knysnaspecht
De knysnaspecht (Campethera notata) is een vogel uit het geslacht Campethera van de familie spechten (Picidae).

## Verspreiding en leefgebied
Deze soort is endemisch in zuidelijk Zuid-Afrika.

## Status
De grootte van de populatie wordt geschat op 1000-3300 volwassen vogels. Op de Rode lijst van de IUCN heeft deze soort de status gevoelig.